# Tournoi de tennis d'Aptos
Le tournoi d'Aptos (Californie, États-Unis) est un tournoi de tennis professionnel masculin du circuit ATP.
La seule édition de l'épreuve date de 1973. Depuis 1988, le tournoi fait partie du circuit Challenger.

## Palmarès messieurs

### Simple
| No | Date       | Nom et lieu du tournoi            | Catégorie  | Dotation  | Surface    | Vainqueur           | Finaliste         | Score          |  |
| -- | ---------- | --------------------------------- | ---------- | --------- | ---------- | ------------------- | ----------------- | -------------- |  |
| 1  | 16-09-1973 | , Aptos                           |            | NC $      | Dur (ext.) | Jeff Austin         | Onny Parun        | 7-6, 6-4       |  |
| 2  | 25-07-1988 | Comerica Bank Challenger, Aptos   | Challenger | 25 000 $  | Dur (ext.) | Brad Pearce         | Tim Pawsat        | 6-3, 6-2       |  |
| 3  | 24-07-1989 | Comerica Bank Challenger, Aptos   | Challenger | 25 000 $  | Dur (ext.) | Mark Kaplan         | Robbie Weiss      | 6-4, 6-4       |  |
| 4  | 23-07-1990 | Comerica Bank Challenger, Aptos   | Challenger | 50 000 $  | Dur (ext.) | Henrik Holm         | Brian Garrow      | 1-6, 6-3, 7-6  |  |
| 5  | 22-07-1991 | Comerica Bank Challenger, Aptos   | Challenger | 50 000 $  | Dur (ext.) | Chuck Adams         | Bryan Shelton     | 6-3, 6-4       |  |
| 6  | 20-07-1992 | Comerica Bank Challenger, Aptos   | Challenger | 50 000 $  | Dur (ext.) | Alex O'Brien        | Byron Black       | 6-4, 2-6, 6-1  |  |
| 7  | 12-07-1993 | Comerica Bank Challenger, Aptos   | Challenger | 50 000 $  | Dur (ext.) | Patrick Rafter      | Cristiano Caratti | 6-2, 6-3       |  |
| 8  | 11-07-1994 | Comerica Bank Challenger, Aptos   | Challenger | 50 000 $  | Dur (ext.) | Shūzō Matsuoka      | Gianluca Pozzi    | 7-5, 6-3       |  |
| 9  | 10-07-1995 | Comerica Bank Challenger, Aptos   | Challenger | 50 000 $  | Dur (ext.) | Daniel Nestor       | Chris Woodruff    | 6-3, 5-7, 6-2  |  |
| 10 | 22-07-1996 | Comerica Bank Challenger, Aptos   | Challenger | 50 000 $  | Dur (ext.) | Albert Chang        | Brian MacPhie     | 7-5, 6-3       |  |
| 11 | 14-07-1997 | Comerica Bank Challenger, Aptos   | Challenger | 50 000 $  | Dur (ext.) | Jan-Michael Gambill | Wade McGuire      | 6-0, 4-6, 6-3  |  |
| 12 | 13-07-1998 | Comerica Bank Challenger, Aptos   | Challenger | 50 000 $  | Dur (ext.) | Cecil Mamiit        | Takao Suzuki      | 6-7, 6-3, 6-2  |  |
| 13 | 12-07-1999 | Comerica Bank Challenger, Aptos   | Challenger | 50 000 $  | Dur (ext.) | Michael Hill        | Harel Levy        | 64-7, 6-4, 6-2 |  |
| 14 | 17-07-2000 | Comerica Bank Challenger, Aptos   | Challenger | 50 000 $  | Dur (ext.) | Bob Bryan           | Kevin Kim         | 6-4, 66-7, 6-4 |  |
| 15 | 16-07-2001 | Comerica Bank Challenger, Aptos   | Challenger | 50 000 $  | Dur (ext.) | Jeff Salzenstein    | Jeff Morrison     | 7-63, 6-4      |  |
| 16 | 15-07-2002 | Comerica Bank Challenger, Aptos   | Challenger | 50 000 $  | Dur (ext.) | Brian Vahaly        | Noam Behr         | 2-6, 6-3, 6-2  |  |
| 17 | 14-07-2003 | Comerica Bank Challenger, Aptos   | Challenger | 50 000 $  | Dur (ext.) | Jeff Salzenstein    | Dmitri Toursounov | 5-6, 7-5, 6-4  |  |
| 18 | 19-07-2004 | Comerica Bank Challenger, Aptos   | Challenger | 50 000 $  | Dur (ext.) | Kevin Kim           | Frank Dancevic    | 7-62, 6-3      |  |
| 19 | 11-07-2005 | Comerica Bank Challenger, Aptos   | Challenger | 75 000 $  | Dur (ext.) | Andy Murray         | Rajeev Ram        | 6-4, 6-3       |  |
| 20 | 17-07-2006 | Comerica Bank Challenger, Aptos   | Challenger | 75 000 $  | Dur (ext.) | Alex Kuznetsov      | Go Soeda          | 6-1, 7-64      |  |
| 21 | 16-07-2007 | Comerica Bank Challenger, Aptos   | Challenger | 75 000 $  | Dur (ext.) | Donald Young        | Bobby Reynolds    | 7-5, 6-0       |  |
| 22 | 14-07-2008 | Comerica Bank Challenger, Aptos   | Challenger | 75 000 $  | Dur (ext.) | Kevin Kim           | Andrea Stoppini   | 7-5, 6-1       |  |
| 23 | 13-07-2009 | Comerica Bank Challenger, Aptos   | Challenger | 75 000 $  | Dur (ext.) | Chris Guccione      | Nick Lindahl      | 6-3, 6-4       |  |
| 24 | 12-07-2010 | Comerica Bank Challenger, Aptos   | Challenger | 75 000 $  | Dur (ext.) | Marinko Matosevic   | Donald Young      | 6-4, 6-2       |  |
| 25 | 11-07-2011 | Comerica Bank Challenger, Aptos   | Challenger | 100 000 $ | Dur (ext.) | Laurynas Grigelis   | Ilija Bozoljac    | 6-2, 7-64      |  |
| 26 | 06-08-2012 | Comerica Bank Challenger, Aptos   | Challenger | 100 000 $ | Dur (ext.) | Steve Johnson       | Robert Farah      | 6-3, 6-3       |  |
| 27 | 05-08-2013 | Comerica Bank Challenger, Aptos   | Challenger | 100 000 $ | Dur (ext.) | Bradley Klahn       | Daniel Evans      | 3-6, 7-65, 6-4 |  |
| 28 | 04-08-2014 | Comerica Bank Challenger, Aptos   | Challenger | 100 000 $ | Dur (ext.) | Márcos Baghdatís    | Mikhail Kukushkin | 7-67, 6-4      |  |
| 29 | 10-08-2015 | Comerica Bank Challenger, Aptos   | Challenger | 100 000 $ | Dur (ext.) | John Millman        | Austin Krajicek   | 7-5, 2-6, 6-3  |  |
| 30 | 08-08-2016 | Nordic Naturals Challenger, Aptos | Challenger | 100 000 $ | Dur (ext.) | Daniel Evans        | Cameron Norrie    | 6-3, 6-4       |  |
| 31 | 07-08-2017 | Nordic Naturals Challenger, Aptos | Challenger | 100 000 $ | Dur (ext.) | Alexander Bublik    | Liam Broady       | 6-2, 6-3       |  |
| 32 | 06-08-2018 | Nordic Naturals Challenger, Aptos | Challenger | 100 000 $ | Dur (ext.) | Thanasi Kokkinakis  | Lloyd Harris      | 6-2, 6-3       |  |
| 33 | 05-08-2019 | Nordic Naturals Challenger, Aptos | Challenger | 81 240 $  | Dur (ext.) | Steve Johnson       | Dominik Köpfer    | 6-4, 7-64      |  |

### Double
| No | Date       | Nom et lieu du tournoi            | Catégorie  | Dotation  | Surface    | Vainqueurs                                | Finalistes                            | Score             |  |
| -- | ---------- | --------------------------------- | ---------- | --------- | ---------- | ----------------------------------------- | ------------------------------------- | ----------------- |  |
| 1  | 16-09-1973 | , Aptos                           |            | NC $      | Dur (ext.) | Jeff Austin Fred McNair                   | Raymond Moore Onny Parun              | 6-2, 6-1          |  |
| 2  | 25-07-1988 | Comerica Bank Challenger, Aptos   | Challenger | 25 000 $  | Dur (ext.) | Jeff Klaparda Peter Palandjian            | Ed Nagel Jeff Tarango                 | 6-3, 6-4          |  |
| 3  | 24-07-1989 | Comerica Bank Challenger, Aptos   | Challenger | 25 000 $  | Dur (ext.) | Steve DeVries Ted Scherman                | Bryan Shelton Kenny Thorne            | 6-3, 1-6, 6-2     |  |
| 4  | 23-07-1990 | Comerica Bank Challenger, Aptos   | Challenger | 50 000 $  | Dur (ext.) | Jeff Brown Scott Melville                 | Matt Anger Marius Barnard             | 6-7, 6-4, 6-4     |  |
| 5  | 22-07-1991 | Comerica Bank Challenger, Aptos   | Challenger | 50 000 $  | Dur (ext.) | Nduka Odizor Bryan Shelton                | Miguel Nido Fernando Roese            | 6-4, 6-3          |  |
| 6  | 20-07-1992 | Comerica Bank Challenger, Aptos   | Challenger | 50 000 $  | Dur (ext.) | Paul Annacone Alex O'Brien                | Miguel Nido Peter Nyborg              | 6-4, 4-6, 7-5     |  |
| 7  | 12-07-1993 | Comerica Bank Challenger, Aptos   | Challenger | 50 000 $  | Dur (ext.) | Gilad Bloom Christian Saceanu             | Cristiano Caratti Grant Doyle         | 7-5, 6-3          |  |
| 8  | 11-07-1994 | Comerica Bank Challenger, Aptos   | Challenger | 50 000 $  | Dur (ext.) | Brian MacPhie Alex O'Brien                | Donny Isaak Michael Roberts           | 6-2, 7-6          |  |
| 9  | 10-07-1995 | Comerica Bank Challenger, Aptos   | Challenger | 50 000 $  | Dur (ext.) | Sébastien Leblanc Brian MacPhie           | Bill Barber Ari Nathan                | 6-3, 6-2          |  |
| 10 | 22-07-1996 | Comerica Bank Challenger, Aptos   | Challenger | 50 000 $  | Dur (ext.) | Sébastien Leblanc Jocelyn Robichaud       | Neville Godwin Geoff Grant            | 7-6, 6-7, 7-5     |  |
| 11 | 14-07-1997 | Comerica Bank Challenger, Aptos   | Challenger | 50 000 $  | Dur (ext.) | Sébastien Leblanc Jocelyn Robichaud       | David Caldwell Adam Peterson          | 7-6, 6-4          |  |
| 12 | 13-07-1998 | Comerica Bank Challenger, Aptos   | Challenger | 50 000 $  | Dur (ext.) | Bob Bryan Mike Bryan                      | Adam Peterson Chris Tontz             | 6-4, 6-4          |  |
| 13 | 12-07-1999 | Comerica Bank Challenger, Aptos   | Challenger | 50 000 $  | Dur (ext.) | Michael Hill Scott Humphries              | Harel Levy Lior Mor                   | 7-64, 1-6, 7-5    |  |
| 14 | 17-07-2000 | Comerica Bank Challenger, Aptos   | Challenger | 50 000 $  | Dur (ext.) | Bob Bryan Mike Bryan                      | Kevin Kim Luke Smith                  | 6-4, 3-6, 6-4     |  |
| 15 | 16-07-2001 | Comerica Bank Challenger, Aptos   | Challenger | 50 000 $  | Dur (ext.) | Brandon Hawk Robert Kendrick              | Kelly Gullett Gavin Sontag            | 7-5, 7-5          |  |
| 16 | 15-07-2002 | Comerica Bank Challenger, Aptos   | Challenger | 50 000 $  | Dur (ext.) | Amir Hadad Martín Vassallo                | Brandon Coupe Brandon Hawk            | 6-4, 6-4          |  |
| 17 | 14-07-2003 | Comerica Bank Challenger, Aptos   | Challenger | 50 000 $  | Dur (ext.) | Jan Hernych Uros Vico                     | Matias Boeker Travis Parrott          | 6-3, 4-6, 6-1     |  |
| 18 | 19-07-2004 | Comerica Bank Challenger, Aptos   | Challenger | 50 000 $  | Dur (ext.) | Huntley Montgomery Tripp Phillips         | Diego Ayala Eric Taino                | 7-63, 7-5         |  |
| 19 | 11-07-2005 | Comerica Bank Challenger, Aptos   | Challenger | 75 000 $  | Dur (ext.) | Nathan Healey Eric Taino                  | Harel Levy Noam Okun                  | 7-5, 7-64         |  |
| 20 | 17-07-2006 | Comerica Bank Challenger, Aptos   | Challenger | 75 000 $  | Dur (ext.) | Prakash Amritraj Rohan Bopanna            | Rajeev Ram Todd Widom                 | 3-6, 6-2, [10-6]  |  |
| 21 | 16-07-2007 | Comerica Bank Challenger, Aptos   | Challenger | 75 000 $  | Dur (ext.) | Rajeev Ram Bobby Reynolds                 | John Paul Fruttero Cecil Mamiit       | 65-7, 6-3, [10-7] |  |
| 22 | 14-07-2008 | Comerica Bank Challenger, Aptos   | Challenger | 75 000 $  | Dur (ext.) | Noam Okun Amir Weintraub                  | Todd Widom Michael Yani               | 6-2, 6-1          |  |
| 23 | 13-07-2009 | Comerica Bank Challenger, Aptos   | Challenger | 75 000 $  | Dur (ext.) | Carsten Ball Chris Guccione               | Sanchai Ratiwatana Sonchat Ratiwatana | 6-3, 6-2          |  |
| 24 | 12-07-2010 | Comerica Bank Challenger, Aptos   | Challenger | 75 000 $  | Dur (ext.) | Carsten Ball Chris Guccione               | Adam Feeney Greg Jones                | 6-1, 6-3          |  |
| 25 | 11-07-2011 | Comerica Bank Challenger, Aptos   | Challenger | 100 000 $ | Dur (ext.) | Carsten Ball Chris Guccione               | John Paul Fruttero Raven Klaasen      | 7-65, 6-4         |  |
| 26 | 06-08-2012 | Comerica Bank Challenger, Aptos   | Challenger | 100 000 $ | Dur (ext.) | Rik De Voest John Peers                   | Chris Guccione Frank Moser            | 65-7, 6-1, [10-4] |  |
| 27 | 05-08-2013 | Comerica Bank Challenger, Aptos   | Challenger | 100 000 $ | Dur (ext.) | Jonathan Erlich Andy Ram                  | Chris Guccione Matt Reid              | 6-3, 66-7, [10-2] |  |
| 28 | 04-08-2014 | Comerica Bank Challenger, Aptos   | Challenger | 100 000 $ | Dur (ext.) | Ruben Bemelmans Laurynas Grigelis         | Purav Raja Sanam Singh                | 6-3, 4-6, [11-9]  |  |
| 29 | 10-08-2015 | Comerica Bank Challenger, Aptos   | Challenger | 100 000 $ | Dur (ext.) | Chris Guccione Artem Sitak                | Yuki Bhambri Matthew Ebden            | 6-4, 7-62         |  |
| 30 | 08-08-2016 | Nordic Naturals Challenger, Aptos | Challenger | 100 000 $ | Dur (ext.) | Nicolaas Scholtz Tucker Vorster           | Mackenzie McDonald Ben McLachlan      | 65-7, 6-3, [10-8] |  |
| 31 | 07-08-2017 | Nordic Naturals Challenger, Aptos | Challenger | 100 000 $ | Dur (ext.) | Jonathan Erlich Neal Skupski              | Alex Bolt Jordan Thompson             | 6-3, 2-6, [10-8]  |  |
| 32 | 06-08-2018 | Nordic Naturals Challenger, Aptos | Challenger | 100 000 $ | Dur (ext.) | Thanasi Kokkinakis Matt Reid              | Jonny O'Mara Joe Salisbury            | 6-2, 4-6, [10-8]  |  |
| 33 | 05-08-2019 | Nordic Naturals Challenger, Aptos | Challenger | 81 240 $  | Dur (ext.) | Marcelo Arévalo Miguel Ángel Reyes-Varela | Nathan Pasha Max Schnur               | 5-7, 6-3, [10-8]  |  |